# Tidjane Salaün
Tidjane Abdoul Salaün, född 10 augusti 2005 i Paris, är en fransk professionell basketspelare (PF/SF) som spelar för Charlotte Hornets i National Basketball Association (NBA).
Han har också spelat som proffs i Frankrike.
Salaün draftades av Charlotte Hornets i första rundan i 2024 års draft som sjätte spelare totalt.
Han är bror till Janelle Salaün.